# 3461 Мандельштам
3461 Мандельшта́м (3461 Mandelshtam) — астероїд головного поясу, відкритий 18 вересня 1977 року.
Тіссеранів параметр щодо Юпітера — 3,526.
Названий на честь поета Осипа Мандельштама.